# Gold gab ich für Eisen

Trauring (1813)

Gold gab ich für Eisen war ein Werbespruch, der in Kriegszeiten dazu aufrief, Gold und Schmuck zur Kriegsfinanzierung zu spenden. Im Gegenzug erhielt der Spender Eisenschmuck.

## Befreiungskriege
Das Königreich Preußen erklärte dem von Napoleon Bonaparte geführten Kaiserreich Frankreich am 17. März 1813 den Krieg. Im Sechsten Koalitionskrieg wollten  Preußen und seine Verbündeten die Niederlage Napoleons im Russlandfeldzug 1812 dazu nutzen, die Franzosenzeit zu beenden und die Befreiung Deutschlands von der französischen Besatzung zu erreichen.
Prinzessin Marianne von Preußen appellierte 1813 an alle Frauen Preußens, ihren Goldschmuck gegen eine Brosche oder einen Ring aus Eisen mit der Inschrift GOLD GAB ICH FÜR EISEN zu tauschen. Damit unterstützte sie den am 31. März 1813 in Berlin publizierten Aufruf von Rudolph Werkmeister. Dieser Aufforderung wurde vielfach nachgekommen. Eisenschmuck wurde zur Mode aller Patriotinnen, die damit ihren Beitrag zur Unterstützung der Befreiungskriege zeigten.

## Erster Weltkrieg
Der Aufruf wurde im Ersten Weltkrieg wiederholt. Trauringe, Broschen und Schmuckringe wurden an die spendenwilligen Bürger ausgegeben. Zum Teil waren diese mit dem Eisernen Kreuz verziert.
Trotz (oder wegen) ihrer Freiwilligkeit erzeugte die Aktion erheblichen sozialen Druck. Die soziale Kontrolle war einfach: Wer den eisernen Schmuck trug, hatte sich als Patriot erwiesen, wer weiter Gold zeigte, verlor an Ansehen.
Der Aufruf betraf auch das Vermögen von Vereinen, Kirchengemeinden und staatlichen Stellen. Das Kulturhistorische Museum Magdeburg zeigt die 1917 angefertigte eiserne Amtskette des Oberbürgermeisters.
Ab 1916 belohnte die Reichsbank die Abgabe von Schmuck oder den Tausch von Gold gegen Papiergeld (das schnell an Wert verlor) mit einer Medaille. Edelmetalle wie Gold und Silber waren kriegs- und devisenwichtige Rohstoffe. Die von Hermann Hosaeus entworfenen Medaillen wurden in vielen Varianten und sehr hohen Auflagen herausgegeben. Sie bestehen aus geschwärztem Eisen, besitzen ein Gewicht von 16,4 bis 20,4 g und haben einen Durchmesser von 39 bis 41 mm.
Emmerich Kálmán komponierte 1914 eine Operette unter diesem Titel (Libretto: Károly Bakonyi). Sie spielt im Herbst 1914 während des Krieges. Margarethe Pauly befasste sich ebenfalls mit dem Thema und veröffentlichte unter dem Pseudonym „Anja Berg“ 1933 den Roman Gold gab ich für Eisen.

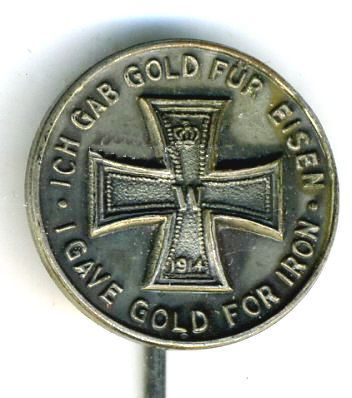
Eisenschmuck (1914)
Medaille (1916)
Revers
Werbe-Plakat